# Adam Yauch
Adam Nathaniel Yauch (pronunciado /ˈjaʊk/); (Brooklyn, Nueva York, 5 de agosto de 1964 - Ibíd., 4 de mayo de 2012) fue un músico y fundador del grupo de hip hop y Hardcore Punk Beastie Boys. Era conocido por su nombre en el escenario MCA.

## Juventud
Yauch nació en Brooklyn, Nueva York, hijo único de Frances y Noel Yauch. Su padre es católico y su madre es judía. En secundaria aprendió a tocar el bajo de forma independiente y formó los Beastie Boys junto a John Berry, Kate Schellenbach y Michael Diamond. Comenzaron tocando country, después tocaban hardcore punk y más tarde se pasaron al hip hop. Dieron su primer concierto —aun siendo una banda de hardcore punk— con diecisiete años, mientras iban a la Edward R. Murrow High School, en el vecindario de Midwood (Brooklyn). Asistió al Bard College durante dos años hasta abandonarlo definitivamente. Dos años después, cuando Yauch tenía veintidós, los Beastie Boys, ya como un trío de hip hop, lanzaron su primer disco, Licensed to Ill con Def Jam Records.

## Vida personal
Yauch era un practicante del budismo. Él y su esposa tuvieron una hija en 1998. 
En 2009, Yauch fue diagnosticado de cáncer en la parótida y un nódulo linfático, sometiéndose a tratamiento quirúrgico y de radioterapia, lo cual retrasó el lanzamiento del nuevo disco del grupo y la gira de promoción. 
Se convirtió al veganismo por recomendación de sus doctores tibetanos. Falleció el 4 de mayo de 2012 a la edad de 47 años. Un año después el Ayuntamiento de Nueva York puso su nombre a un parque de Brooklyn, anteriormente denominado Brooklyn Heights Park, pues en ese parque MCA pasó momentos de su infancia y juventud.